# Groșani (okręg Ardżesz)
Groșani – wieś w Rumunii, w okręgu Ardżesz, w gminie Poienarii de Muscel. W 2011 roku liczyła 746 mieszkańców.